# 兰开斯特 (肯塔基州)
兰开斯特（英語：Lancaster），是美国肯塔基州的一座城市。建立于1797年，面积约为4.9平方公里（1.9平方英里）。根据2010年美国人口普查，该市的人口为3,442人。